# Raúl Sánchez
Raúl Pedro Sánchez Soya (født 26. oktober 1933 i Valparaíso, Chile, død 28. februar 2016) var en chilensk fodboldspiller (forsvarer).
Sánchez spillede hele sin karriere i hjemlandet, hvor han var tilknyttet Santiago Wanderers, Colo-Colo og Everton. I sin tid hos Wanderers var han blandt andet med til at vinde det chilenske mesterskab i 1958.
Sánchez spillede desuden 33 kampe for det chilenske landshold. Han var en del af det chilenske hold, der vandt bronze ved VM i 1962 på hjemmebane. Her spillede han samtlige holdets seks kampe i turneringen, inklusive bronzekampen mod Jugoslavien.

## Titler
Primera División de Chile
- 1958 med Santiago Wanderers

Copa Chile
- 1959 og 1961 med Santiago Wanderers